# كيري نونان
كيري نونان (بالإنجليزية: Kerry Noonan)‏ هي مؤرخة ومُدرسة وممثلة أمريكية، ولدت في 25 يناير 1960 في الولايات المتحدة.

## أعمال

### أفلام
- يوم الجمعة الثالث عشر الجزء السابع الدم الجديد
- يوم الجمعة الثالث عشر الجزء السادس حياة جيسن

## وصلات خارجية
- كيري نونان على موقع IMDb (الإنجليزية)
- كيري نونان على موقع قاعدة بيانات الفيلم (الإنجليزية)